# Runesocesius
În mitologia lusitană, Runesocesius este zeul războiului, al sulițelor. Deține puteri naturale misterioase și un caracter războinic. Împreună cu Ataegina și Endovelicus, Runesocesius formează o trinitate în mitologia lusitană.